# Nabernik
Nabernik je priimek več znanih Slovencev:
- Aleksandra Nabernik, radijska voditeljica
- Franjo Nabernik, veteran vojne za Slovenijo
- Igor Nabernik, veteran vojne za Slovenijo
- Ivan Nabernik (1842—1915), pravnik